# Змей (фильм, 2002)
«Змей» — художественный фильм режиссёра Алексея Мурадова.

## Сюжет
Россия начала 90-х, провинциальный городок, мир малоэтажек и неустроенности. Герой, его жена и сын. Жизнь — яростное и тягостное усилие в попытке спасти ребёнка, потому что сын — инвалид. Жизнь — попытка сохранить себя, сохранить веру, пусть это почти невозможно.
Сюжет заимствован из рассказа Михаила Зуева «Наместник».

## В ролях
- Виктор Соловьев — Муж
- Надежда Озерова — Жена
- Павел Золотилин — сын
- Михаил Пазников — сосед
- Женя Солохин — беспризорник
- Дмитрий Кошкин — осуждённый
- Владимир Иванский — начальник тюрьмы
- Александр Волхонский — врач

## Съёмочная группа
- Автор сценария: Юрий Солодов, Алексей Мурадов
- Режиссёр: Алексей Мурадов
- Оператор: Роберт Филатов
- Художник: Евгений Потамошнев